# Galleria dell'Appennino
La galleria dell'Appennino è una galleria ferroviaria lunga 2727 m e posta sulla linea Porrettana Bologna-Pistoia. È stata la prima galleria di valico appenninico della storia italiana ed è a binario semplice.

## Storia
Gli scavi iniziarono il 20 luglio 1858, quindi ben prima dell'unità d'Italia, sotto la direzione progettuale ed esecutiva dell'ingegnere francese Jean Louis Protche che si dovette scontrare con grossi problemi tecnici quali le infiltrazioni d'acqua dei ruscelli sovrastanti e lo smaltimento dei fumi delle vaporiere. Per le infiltrazioni idriche si costruirono delle gallerie idrauliche che permettevano (e permettono ancora oggi) il deflusso delle acque dei torrenti passando ortogonalmente sopra la sede di galleria.
La galleria venne inaugurata contestualmente alla tratta Pracchia - Pistoia il 2 novembre 1864 che coincise anche con l'apertura completa a pieno servizio della Porrettana. Tutte le opere murarie, compresi quindi i due portali della galleria (e le gallerie idrauliche ad essa connesse) erano fatte in sasso scalpellato a mano, cosa che ancora oggi si può notare nelle costruzioni originali rimaste integre dopo la seconda guerra mondiale. Se per le parti meno importanti si ricorse alla manodopera locale, espressamente per la volta della galleria (così come di tutte le altre sulla linea) si chiamarono gli scalpellini del Canavese, gli unici ad avere la specializzazione richiesta dalla direzione dei lavori.
L'altitudine a cui si trova la galleria (625–550 m) fu determinata dall'esigenza di non poterne fare di più lunghe (quindi più in bassa quota) a causa dello smaltimento dei fumi delle vaporiere. Nonostante il suo tracciato abbastanza rettilineo potesse in qualche modo agevolare il ricambio d'aria tramite correnti naturali, quello dei fumi rappresentò sempre un grosso problema per queste lunghezze al punto tale che si dovettero organizzare squadre di macchinisti a cavallo all'uscita delle gallerie pronte a saltare sui convogli condotti da macchinisti semi asfissiati dal fumo.
Per tentare di migliorare la situazione dapprima si costruirono quattro pozzi che collegavano la sede ferroviaria con l'esterno della montagna: 3 dei quali (il n. 0, il n. 2 e il n. 3) sono ancora ben visibili tra i boschi. Ma ciò fu inutile e quindi nel 1899 all'entrata nord sita a Pracchia si installò un ventilatore Saccardo azionato da un motore a vapore, che spingendo aria nel condotto, avrebbe dovuto risolvere il problema dei fumi. Purtroppo questa soluzione non risolse mai definitivamente il problema, sino all'avvento della trazione elettrica nel 1927.
All'epoca, a causa della scarsa potenza delle vaporiere e della forte pendenza della linea ferroviaria, nelle tratte di salita si doveva aggiungere una vaporiera in coda al convoglio, detta vaporiera di spinta: era questa quella più interessata dai maggiori problemi di fumo.
Nel 1934 con l'inaugurazione della ferrovia direttissima Bologna Firenze, la galleria perse il prestigio dell'imponente tunnel appenninico "record" detenuto sino ad allora, sovrastato dalla grande galleria dell'Appennino, il tunnel di valico della nuova linea che grazie alla trazione elettrica poteva essere di lunghezza quasi 7 volte maggiore, ovvero oltre 18 km.

## Posizione geografica

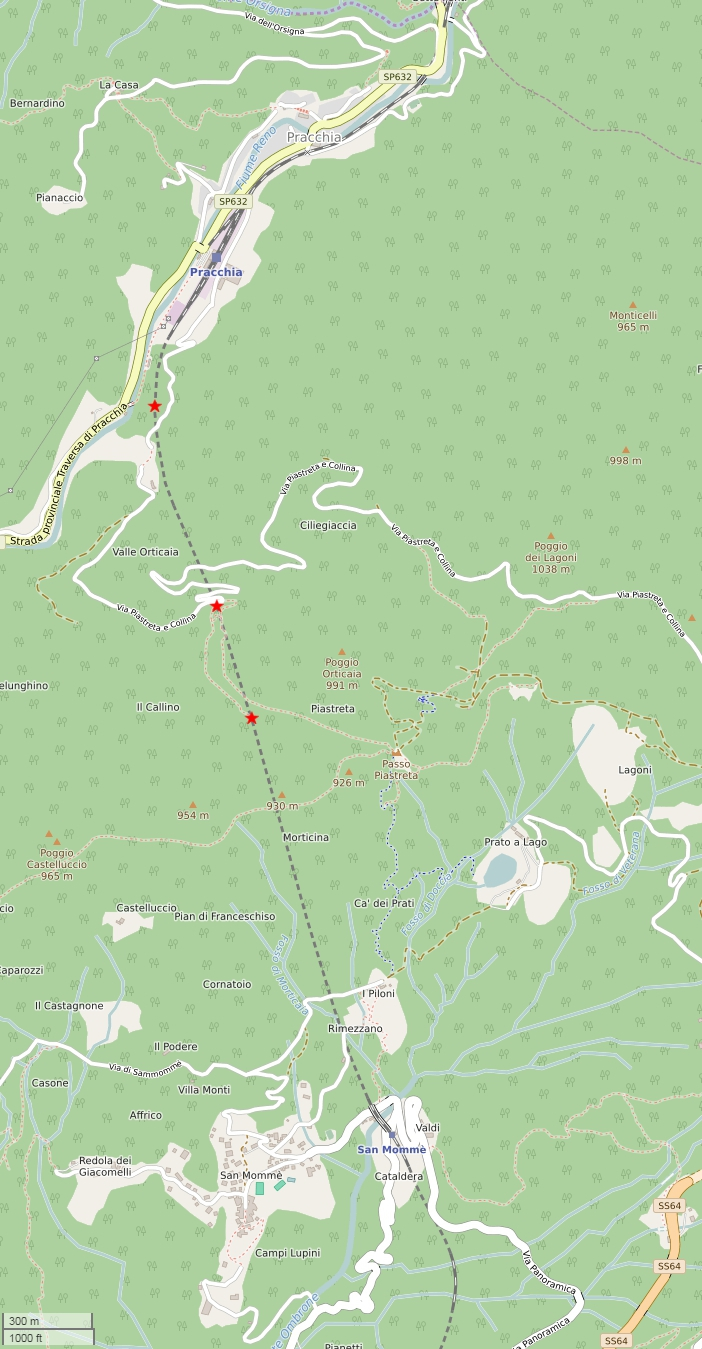
Ubicazione geografica della galleria dell'Appennino. Le 3 stelle rosse rappresentano l'esatta posizione dei 3 pozzi visibili.

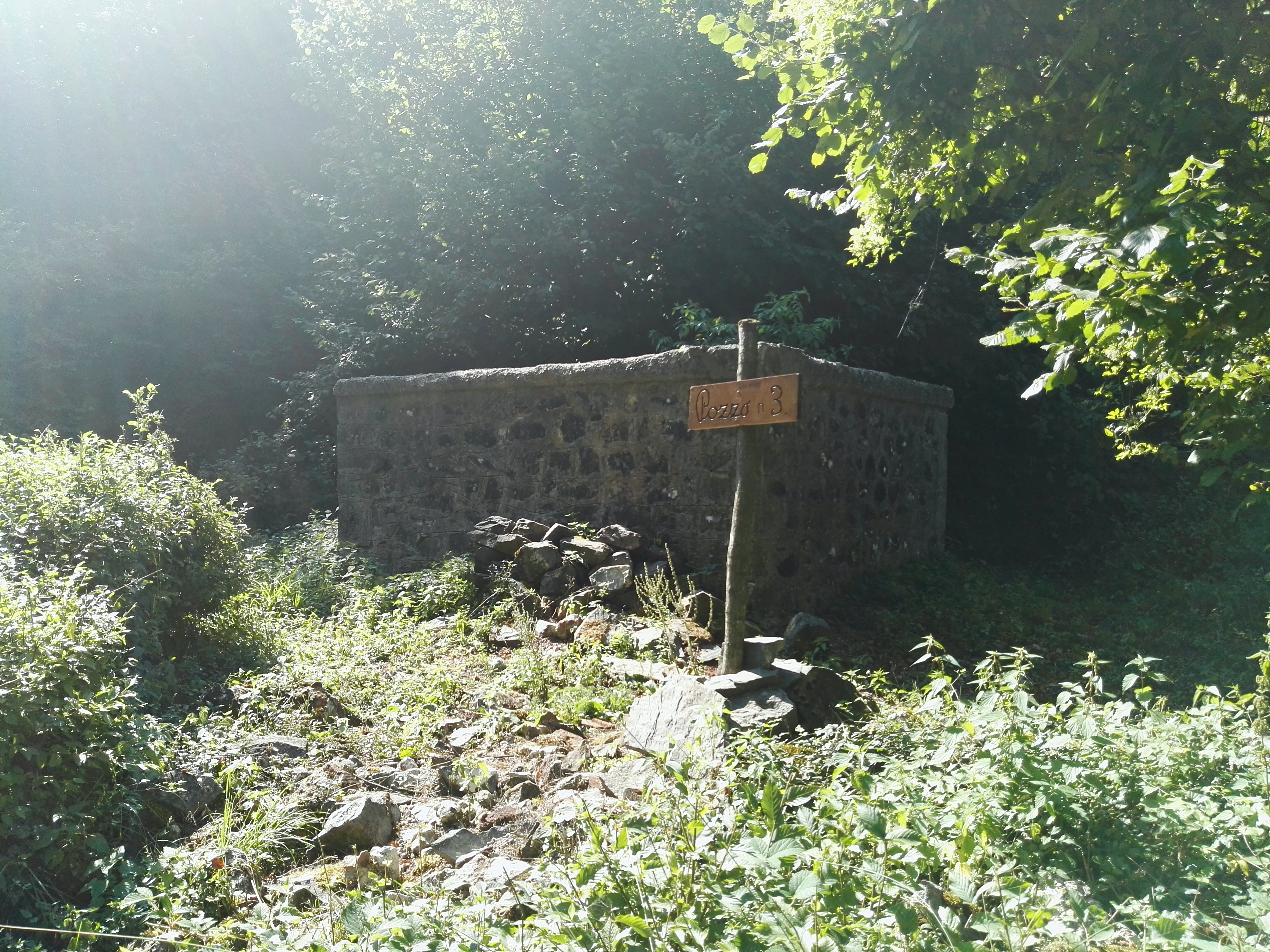
Il pozzo di ventilazione N° 3

La galleria si trova interamente nel comune di Pistoia. Il portale nord è subito dopo la stazione di Pracchia esattamente sul punto altimetrico massimo della linea ferroviaria a quota 625 m. La pendenza è talmente visibile che se dalla stazione ci si abbassa guardando il profilo dei binari, sembra che essi "sprofondino" nel buio del tunnel. L'estremità opposta si trova subito prima del viadotto che attraversa sia la via Valdi e Sammommè, sia l'alto corso dell'Ombrone Pistoiese proprio a pochissime decine di metri dalla stazione di San Mommè.

## Caratteristiche
La galleria è a binario unico, elettrificata trifase dal 1927 e dal 1935 a 3.000 V corrente continua così come l'intera tratta ferroviaria.

Il portale nord di Pracchia a quota 625 m rappresenta il culmine dell'intera tratta ferroviaria, quindi la galleria è tutta in discesa verso il portale sud, sito nelle immediate adiacenze di San Mommè a quota 550 m: avendo quindi un dislivello di 75 m distribuito su una lunghezza di 2.727 m la pendenza media della sede ferroviaria è del 2,75% circa.

Il suo sviluppo è quasi praticamente rettilineo e questo, per una galleria all'epoca unica nel suo genere, come già detto era stato volutamente fatto per cercare di agevolare il naturale ricambio d'aria tra le due vallate collegate, contribuendo a rendere meno difficoltoso lo smaltimento dei fumi, e contrariamente a quanto accadeva invece nella vicina galleria di Piteccio che sebbene ben più corta era fortemente penalizzata dalla sua conformazione ad "U" che inibiva il passaggio della normale ventilazione atmosferica.